# Parque Forestal
El Parque Forestal es un parque urbano tradicional de la comuna y ciudad de Santiago, la capital de Chile. Está ubicado en el sector norte del Barrio Lastarria. Aquí se realizan actividades culturales y recreativas, siendo uno de los principales puntos referenciales de la ciudad. En su punto medio está el Museo Nacional de Bellas Artes y una sede del Museo de Arte Contemporáneo. Fue nombrado así por su parecido a un bosque.
Tiene cerca de un kilómetro de extensión sin cierre perimetral y cuenta con 171 910 metros cuadrados alineados entre las avenidas Cardenal José María Caro al norte, Vicuña Mackenna al este, Ismael Valdés Vergara al sur y La Paz al oeste. Integra la red de parques de la ribera sur del río Mapocho, y limita con el Cicloparque Mapocho 42K al norte, con la Plaza Baquedano al este y con el Parque de Los Reyes al oeste. Estará paralelo al Paseo fluvial Río Mapocho.

## Historia

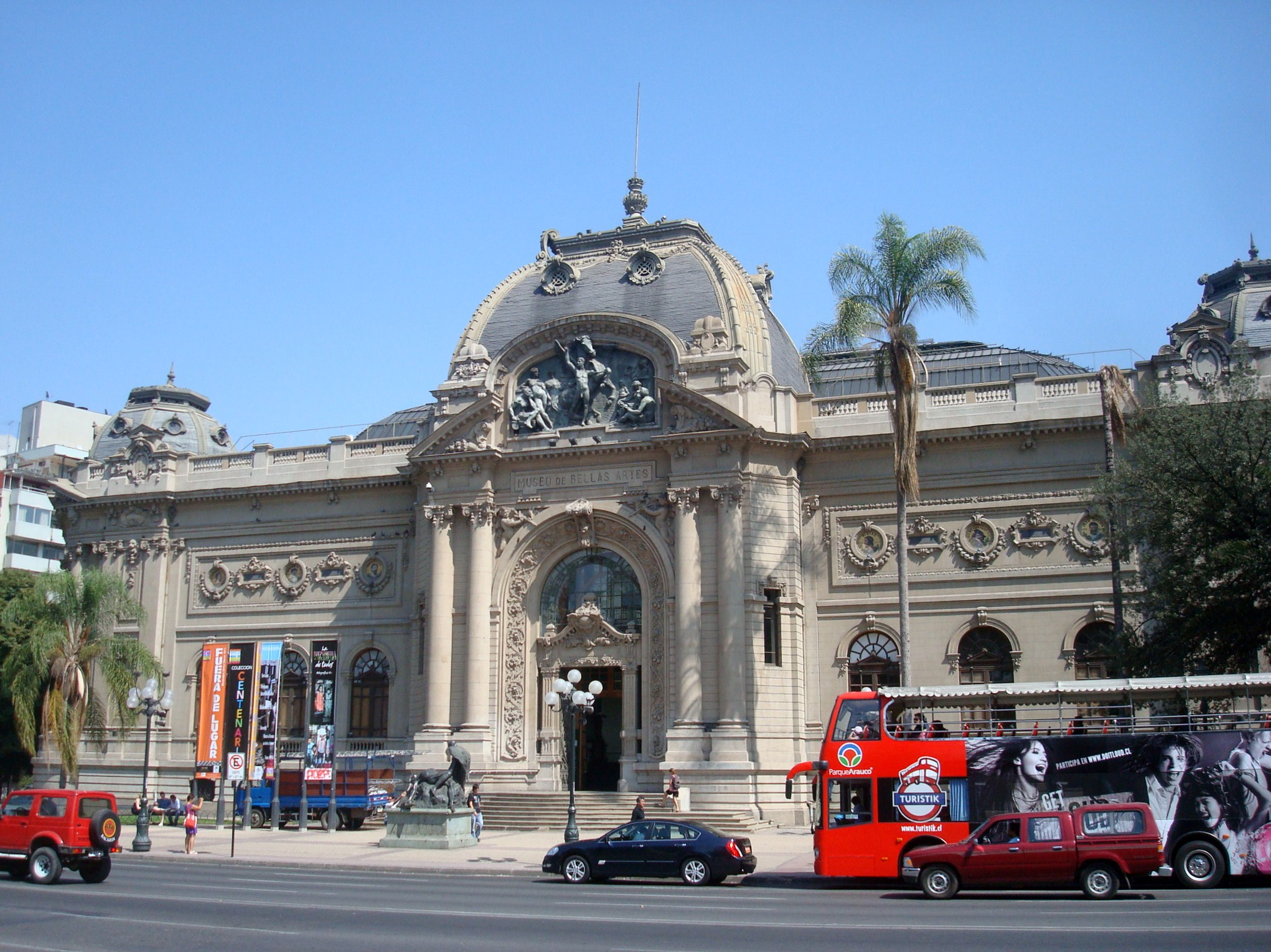
Museo Nacional de Bellas Artes.

Surgió con los terrenos ganados al río Mapocho, cuando éste fue canalizado en su paso por el centro de la ciudad, a fines del siglo siglo XIX. El parque propiamente tal, se trazó a comienzos del siglo XX. Lleva el nombre del insigne poeta nicaragüense Rubén Darío, cuyo paso por Chile significó su salto a la fama literaria. En el centro del parque existe un monumento en su memoria, cuya placa dice: «Parque Forestal Rubén Darío, homenaje al inmortal poeta nicaragüense». De esa época datan sus característicos plátanos orientales que, en forma de hilera, han sido un romántico paseo a través de generaciones. Solo a fines de los años 1990 su trama urbana ha sido ligeramente intervenida con nuevos edificios y comercio. Su ordenada planificación urbana y arquitectura bien dotada ha impedido que el paso de los años hayan visto un éxodo de sus vecinos; y es así como las edificaciones a su alrededor no han perdido vigencia. El 30 de junio de 2002, alrededor de cuatro mil personas se reunieron en el parque para fotografiarse en masa desnudas, en un hito del nudismo en Chile organizado por el fotógrafo estadounidense Spencer Tunick.
La zona Parque Forestal-Barrio Lastarria es quizá la más valorada de Santiago Centro y la alta calidad de vida del barrio se completó con el fin de la remodelación de la zona del Mercado Central de Santiago y la Estación Mapocho en 2007. Así, esta zona histórica todavía guarda, al igual que parte de Santiago Centro, una idea de su centro histórico.
Con el anuncio de la construcción de la línea 7 del Metro de Santiago y su combinación con la estación, se señaló que uno de los piques de trabajo y un nuevo acceso a la estación sería emplazado en una zona del Parque Forestal cercano a la Fuente Alemana, lo que generó malestar entre vecinos y representantes políticos de los alrededores.

## Monumentos y memoriales

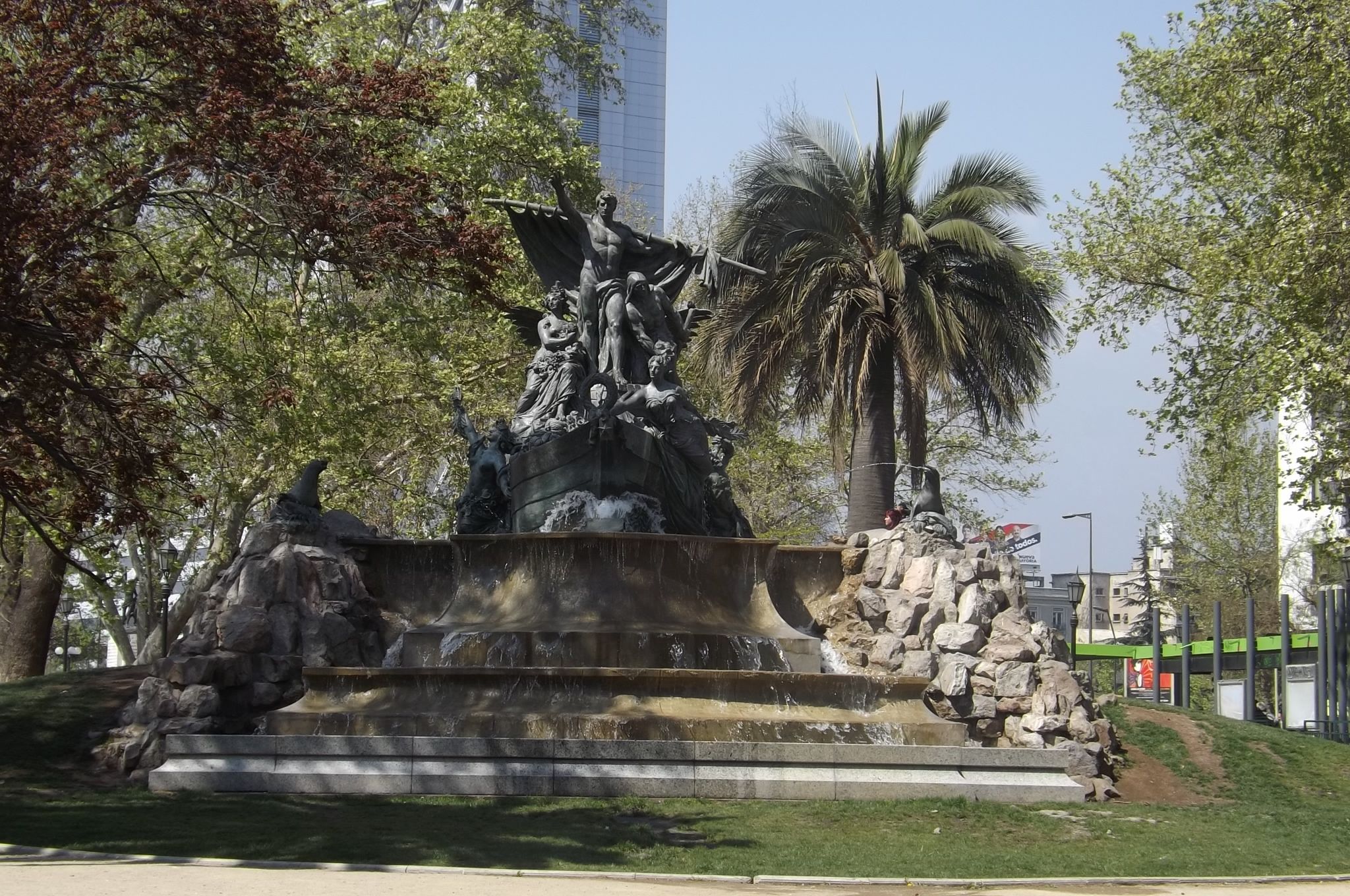
Fuente Alemana.

Dentro de los monumentos ubicados al interior del parque, se encuentran la Fuente Alemana de Santiago y el Monumento de la Colonia Francesa, ambas donaciones de las respectivas comunidades europeas residentes en Chile con motivo de las celebraciones del Centenario de Chile. Asimismo, se encuentra una fuente memorial a la memoria de Rubén Darío y diferentes bustos de distintos personajes, tanto chilenos como extranjeros, entre los que destacan Cristóbal Colón, Abraham Lincoln, Manuel Magallanes Moure, Bartolomé Mitre, entre otros. El Monumento a los Escritores de la Independencia es un obelisco hecho en mármol que recuerda a José Miguel Infante, Manuel José Gandarillas, Manuel de Salas y Camilo Henríquez.

## Conectividad urbana
Como punto de referencia en la ciudad de Santiago cuenta con el recorrido de la autopista Costanera norte, construida por debajo del lecho del río Mapocho, justo al costado del parque; además el parque Forestal tiene acceso al metro de Santiago en tres de sus cinco líneas:
- Bellas Artes (Ubicada en el Barrio Bellas Artes).
- Baquedano (Ubicada en la Plaza Italia).
- Puente Cal y Canto (Ubicada en la zona de la Estación Mapocho).

Por otra parte, se agrega la conectividad vial entregada por Red Metropolitana de Movilidad, la cual tiene los siguientes recorridos:
- Mac-Iver: 203, 207e, 208, 230, 404, B27.
- Miraflores: 116, 502, 502c, 503.
- Irene Morales: 116, 213e, 503.
- Avenida Vicuña Mackenna: 213, 315e, 410, 503.
- Merced: 505, 508, 514, 515.
- José María Caro: 116, 213e.